# Singoli al numero uno nella Billboard Streaming Songs nel 2015
Di seguito è proposta la lista dei singoli al numero uno nella Billboard Streaming Songs nel 2015.
La classifica delle Streaming Songs è redatta settimanalmente da Billboard e indica le canzoni più ascoltate nelle radio online, in on-demand e video sui più importanti servizi di streaming musicale statunitensi. I dati sono raccolti dalla Nielsen Broadcast Data Systems.

## Streaming Songs
| † | Indica la canzone con le migliori prestazioni del 2015 |

| Data         | Brano                   | Artista                        | Streaming (in milioni) | Totale settimane al numero uno | Fonti  |
| ------------ | ----------------------- | ------------------------------ | ---------------------- | ------------------------------ | ------ |
| 3 gennaio    | Blank Space             | Taylor Swift                   | 11,4                   | 7                              | [ 4 ]  |
| 10 gennaio   | All About That Bass     | Meghan Trainor                 | 9,5                    | 10                             | [ 5 ]  |
| 17 gennaio   | Blank Space             | Taylor Swift                   | 10,9                   | 7                              | [ 6 ]  |
| 24 gennaio   | Uptown Funk             | Mark Ronson feat. Bruno Mars   | 11,6                   | 12                             | [ 7 ]  |
| 31 gennaio   | Shake It Off            | Taylor Swift                   | 16,7                   | 2                              | [ 8 ]  |
| 7 febbraio   | Uptown Funk             | Mark Ronson feat. Bruno Mars   | 15,1                   | 12                             | [ 9 ]  |
| 14 febbraio  | Uptown Funk             | Mark Ronson feat. Bruno Mars   | 24,5                   | 12                             | [ 10 ] |
| 21 febbraio  | Uptown Funk             | Mark Ronson feat. Bruno Mars   | 17,9                   | 12                             | [ 11 ] |
| 28 febbraio  | Uptown Funk             | Mark Ronson feat. Bruno Mars   | 18,2                   | 12                             | [ 12 ] |
| 7 marzo      | Uptown Funk             | Mark Ronson feat. Bruno Mars   | 19,8                   | 12                             | [ 13 ] |
| 14 marzo     | Uptown Funk             | Mark Ronson feat. Bruno Mars   | 18,8                   | 12                             | [ 14 ] |
| 21 marzo     | Uptown Funk             | Mark Ronson feat. Bruno Mars   | 17,4                   | 12                             | [ 15 ] |
| 28 marzo     | Uptown Funk             | Mark Ronson feat. Bruno Mars   | 16,9                   | 12                             | [ 16 ] |
| 4 aprile     | Uptown Funk             | Mark Ronson feat. Bruno Mars   | 19,1                   | 12                             | [ 17 ] |
| 11 aprile    | Uptown Funk             | Mark Ronson feat. Bruno Mars   | 16,2                   | 12                             | [ 18 ] |
| 18 aprile    | Uptown Funk             | Mark Ronson feat. Bruno Mars   | 15,8                   | 12                             | [ 19 ] |
| 25 aprile    | See You Again           | Wiz Khalifa feat. Charlie Puth | 25                     | 8                              | [ 20 ] |
| 2 maggio     | See You Again           | Wiz Khalifa feat. Charlie Puth | 24,6                   | 8                              | [ 21 ] |
| 9 maggio     | See You Again           | Wiz Khalifa feat. Charlie Puth | 24                     | 8                              | [ 22 ] |
| 16 maggio    | See You Again           | Wiz Khalifa feat. Charlie Puth | 24                     | 8                              | [ 23 ] |
| 23 maggio    | See You Again           | Wiz Khalifa feat. Charlie Puth | 24,5                   | 8                              | [ 24 ] |
| 30 maggio    | See You Again           | Wiz Khalifa feat. Charlie Puth | 22,9                   | 8                              | [ 25 ] |
| 6 giugno     | See You Again           | Wiz Khalifa feat. Charlie Puth | 22,7                   | 8                              | [ 26 ] |
| 13 giugno    | See You Again           | Wiz Khalifa feat. Charlie Puth | 20,7                   | 8                              | [ 27 ] |
| 20 giugno    | Trap Queen †            | Fetty Wap                      | 21,4                   | 7                              | [ 20 ] |
| 27 giugno    | Trap Queen †            | Fetty Wap                      | 20,4                   | 7                              | [ 28 ] |
| 4 luglio     | Trap Queen †            | Fetty Wap                      | 19,4                   | 7                              | [ 29 ] |
| 11 luglio    | Trap Queen †            | Fetty Wap                      | 19,4                   | 7                              | [ 30 ] |
| 18 luglio    | Trap Queen †            | Fetty Wap                      | 19,6                   | 7                              | [ 31 ] |
| 25 luglio    | Trap Queen †            | Fetty Wap                      | 18,9                   | 7                              | [ 32 ] |
| 1º agosto    | Trap Queen †            | Fetty Wap                      | 18,4                   | 7                              | [ 33 ] |
| 8 agosto     | Watch Me (Whip/Nae Nae) | Silentó                        | 18,2                   | 10                             | [ 34 ] |
| 15 agosto    | Watch Me (Whip/Nae Nae) | Silentó                        | 19                     | 10                             | [ 35 ] |
| 22 agosto    | Watch Me (Whip/Nae Nae) | Silentó                        | 20,7                   | 10                             | [ 35 ] |
| 29 agosto    | Watch Me (Whip/Nae Nae) | Silentó                        | 21,2                   | 10                             | [ 36 ] |
| 5 settembre  | Watch Me (Whip/Nae Nae) | Silentó                        | 16,8                   | 10                             | [ 37 ] |
| 12 settembre | Watch Me (Whip/Nae Nae) | Silentó                        | 22,3                   | 10                             | [ 38 ] |
| 19 settembre | Watch Me (Whip/Nae Nae) | Silentó                        | 26,2                   | 10                             | [ 39 ] |
| 26 settembre | Watch Me (Whip/Nae Nae) | Silentó                        | 23,5                   | 10                             | [ 40 ] |
| 3 ottobre    | The Hills               | The Weeknd                     | 18,3                   | 4                              | [ 41 ] |
| 10 ottobre   | Watch Me (Whip/Nae Nae) | Silentó                        | 19,7                   | 10                             | [ 42 ] |
| 17 ottobre   | The Hills               | The Weeknd                     | 18,5                   | 4                              | [ 43 ] |
| 24 ottobre   | Watch Me (Whip/Nae Nae) | Silentó                        | 22,4                   | 10                             | [ 44 ] |
| 31 ottobre   | The Hills               | The Weeknd                     | 20                     | 4                              | [ 45 ] |
| 7 novembre   | The Hills               | The Weeknd                     | 19,4                   | 4                              | [ 46 ] |
| 14 novembre  | Hello                   | Adele                          | 61,6                   | 7                              | [ 47 ] |
| 21 novembre  | Hello                   | Adele                          | 47,4                   | 7                              | [ 48 ] |
| 28 novembre  | Hello                   | Adele                          | 44,7                   | 7                              | [ 49 ] |
| 5 dicembre   | Hello                   | Adele                          | 34,7                   | 7                              | [ 50 ] |
| 12 dicembre  | Hello                   | Adele                          | 35,5                   | 7                              | [ 51 ] |
| 19 dicembre  | Hello                   | Adele                          | 27,5                   | 7                              | [ 52 ] |
| 26 dicembre  | Hello                   | Adele                          | 26,4                   | 7                              | [ 53 ] |

Note:
1. 1 2  Ha raggiunto il numero uno anche nel 2014.
2. ↑  Ha raggiunto il numero uno anche nel 2014.
3. ↑  Ha raggiunto il numero uno anche nel 2014.